# Albinów (Sokołów)
Pour les articles homonymes, voir Albinów.
Albinów  [alˈbinuf] est un village polonais de la gmina de Kosów Lacki dans le powiat de Sokołów et dans la voïvodie de Mazovie, au centre-est de la Pologne.